# بنیسا
بِنیسا (به اسپانیایی: Benissa) دهستانی در استان آلیکانتهٔ اسپانیا است.
در این دهستان ۱۳٬۲۲۱ نفر زندگی می‌کنند. مساحت این دهستان ۶۹٫۹۹ کیلومتر مربع است.